# 卡尔·詹金森
卡爾·丹尼爾·贊堅臣（英語：Carl Daniel Jenkinson，1992年2月8日—）是一名擁有英格蘭及芬蘭雙重國籍的職業足球員，司職後衛。現效力於澳大利亞職業足球聯賽球隊紐卡素噴射機。他的父親是英國人，而母親是芬兰人，他亦曾分別代表兩地參加青少年國際賽。

## 生平

### 球會
查爾頓
贊堅臣於2010年12月在英格蘭聯賽錦標南區準決賽作客格芬公園球場對賓福特首次代表查爾頓一隊上陣，鎮守右閘打足全場
阿仙奴
2011年6月贊堅臣加盟英超球會阿仙奴，轉會費金額沒有透露，據報約值100萬英鎊。
2011年8月16日贊堅臣首次披甲代表阿仙奴上陣，於歐聯附加賽首回合主場對，在下半場初段入替剛上陣不久即告受傷的。由於球隊後防受到嚴重傷兵困擾，僅有8場英甲上陣經驗的贊堅臣獲委重任，於8月20日正選上陣迎戰到訪的利物浦，贊堅臣於這場英超處子戰擔任右閘，陣容不整下以0-2敗陣。贊堅臣繼續保留正選席位，於歐聯附加賽次回合作客2-1擊敗烏甸尼斯及英超作客2-8慘敗於曼聯腳下上陣，雖然在奧脫福球場因侵犯被罰紅牌離場，他在較早前交出一記助攻讓扳回一球。
2014年5月11日，在阿森纳客场2比0战胜诺里奇城的最后一轮联赛中，詹金森打进了他与阿森纳俱乐部签订职业合同后的第一球。
西汉姆联
2014年7月31日，詹金森被租借到伦敦的西汉姆联足球俱乐部，租期一个赛季。

### 國家隊
贊堅臣曾代表出生地英格蘭參加少年國際賽，其後由於芬蘭籍的母親關係而轉為代表芬蘭出賽。他於2011年歐洲U-19足球錦標賽外圍賽首次參加具競爭性的國際賽，並在首戰6-2大勝摩尔多瓦取得處子入球。
詹金森于2012年11月14日正式代表英格蘭出战。

## 外部連結
- Carl Jenkinson player profile（页面存档备份，存于） at arsenal.com
- 卡尔·詹金森－UEFA國際賽競賽紀錄
- 足球数据库：卡爾·贊堅臣的球员统计数据